# Кара кая (Крибул)
 Тази статия е за светилището в Западните Родопи.  За светилището в Източните вижте Кара кая (Буково).  
Мегалитното светилище Кара кая (в превод от турски „черната скала“) се намира в едноименната местност разположена в посока северозапад от землището на село Крибул (Община Сатовча). Пътят към другото мегалитно светилище разположено в местността Скрибина минава през местността Кара кая, където се наблюдават останки от римски път.

## Откритие
Мегалитното светилище „Кара кая“ е регистрирано през 2001 г. при теренните обхождания в рамките на комплексната научна експедиция „Тракийски светилища от Западните Родопи, Пирин и Рила“ проведена между 2001 и 2007 г. Тя е организирана от ЮЗУ „Неофит Рилски“ – Благоевград, НАИМ при БАН – София и Регионален етнографски музей – Пловдив. В експедицията участват проф.Васил Марков, доц.Алексей Гоцев, Ангел Янков, Михаил Ваклинов, докторанти и студенти от Студентския научноизследователски клуб за древни култури при специалност „Културология“ в ЮЗУ – Благоевград, както и студенти от НБУ – София. В последния етап в проучванията се включват и археоастрономите д-р Алексей Стоев – Държавна обсерватория „Юрий Гагарин“ – Стара Загора и д-р Пенка Мъглова – Институт за изследване на слънцето и земята при БАН.

## Описание и особености
Около отделни мегалитни блокове (естествени гранитни късове) се откриват фрагменти от тракийска керамика, датираща от късната Желязна епоха. В западната част на светилището се наблюдават следи от сграда (руини) където е открита тракийска керамика и няколко фрагмента от кадилници, което свидетелства че тук е практикуван ритуал по очистване с дим. Проф. Васил Марков изказва предположението, че на това място е имало светилище, разположено на свещения път към основното свято място (мегалитната арка при Скрибина), служещо за обредно очистване на участниците в древния култ. Обхватът на светилището/светилищата в този район е труден за определяне, тъй като на голяма територия на юг и югоизток от връх Скрибина са разположени множество мегалитни валуни, арки и формации, за които се предполага, че са били част от голяма сакрализирана територия, част от която е мегалитното светилище при Скрибина. На северзопад е разположено другото импозантно мегалитно светилище „Градище“ (в местността Поп Мичин камък), както и Прав камень, чиято локация е на около километър северно от „Градище“.
На 2,5 km на северозапад от местността Кара кая в местността Букурово на десния и отчасти на левия бряг на р. Бистрица се намират руините на средновековното селище Букурово. При теренни проучвания през 1970-те години са регистрирани останки от зидове и купища сгурия, което свидетелства че жителите на селището са се занимавали с рудодобив. Синхронична на селището са руините на средновековна църква и некропол – датирани от времето на Втората българска държава, като некрополът е продължил да съществува и след падането на България под османска власт. Букурово е разселено по неизвестна причина, а руините от селището от него с намират на между селата Долен, Крибул и Горно Дряново. Основите на църквата, за която населението на околните села помни, че патрон е била Света Неделя, свидетелстват, че сградата е проектирана, така че да побира многобройно население. Има голяма вероятност Букорово да е било тогавашната оръжейница на района. Това само по себе си е немалка причина да бъде унищожено от всеки нашественик. От друга страна, „букоар“ означава просветен човек. Това налага и една друга теория, че тези хора са били богомили, разселени принудително по време на Втората българска държава. Свидетелство за това дава известният краевед Иван Попов, който описва скосен олтар на църквата – трапецовидно разположение на основата. В тесния ъгъл на тази постройка е стоял просветеният и говорел на останалите с жестове. Учените-историци и до днес търсят една изчезнала община Драговищица, намирала се в Западните Родопи, за която сведенията сочат, че е била населена с богомили, разселени впоследствие. Ако съдим по днешните модерни начини за екстрадиране, едва ли ще придобием ясна представа за събитията. В онези времена е било нужно тези хора просто да не бъдат заедно. Най-близки за обитаване се оказват малките пръснати по височините махали на Долен, Сатовча и Горно Дряново – всички на не повече от 10 километра. Отново Иван Попов описва семейните връзки на два рода от Долен, Ролеви – християни, и мюсюлмански род от Горно Дряново, които дълги години наред си делели реколтата от орехи, от дядовите си ниви в Букоровските земи. Това е явно доказателство за произхода на родовете, а именно, че те са били от Букорово.

## Фотогалерия
- Мегалитни формации
- Зооморфни скални образувания
- Антропоморфни скални образувания
- Римският път минаващ през м. Кара кая
- Скални издълбавания и вкопавания от м. Кара кая
- Мегалитна арка и антропоморфни мегалити от м. Кара кая
- Антропоморфни скали в м. Кара кая